# سخنگوی دولت جمهوری اسلامی ایران
سخنگوی دولت یک سِمت دولتی در ایران است که با استقرار هر دولت پس از مراسم تحلیف، از جانب رئیس‌جمهور منصوب می‌شود. سخنگوی دولت به عنوان اصلی‌ترین مرجع اطلاع‌رسانی عملکرد دولت‌ها، وظیفه پاسخگویی به افکار عمومی را عهده‌دار است. با این‌حال سایر اعضای کابینه دولت نیز موظفند در جریان اطلاع‌رسانی به رسانه‌های جمعی مشارکت داشته باشند.

## فهرست

### پهلوی
| ر      | نام       | نام                 | آغاز تصدی        | پایان تصدی    | حزب سیاسی | هیئت دولت | نخست‌وزیر      |
| ------ | --------- | ------------------- | ---------------- | ------------- | --------- | --------- | ------------- |
|        |           | حسین فاطمی          | ۲۱ اردیبهشت ۱۳۳۰ | دی ۱۳۳۰       | جبهه ملی  | مصدق ۱    | محمد مصدق     |
|        |           | جواد بوشهری         | دی ۱۳۳۰          | ؟             | —         | مصدق ۱    | محمد مصدق     |
|        |           | عباس مؤدب نفیسی     | ؟                | ۱۴ تیر ۱۳۳۱   | —         | مصدق ۱    | محمد مصدق     |
|        |           | محمدحسین علی‌آبادی   | ۱۹ مرداد ۱۳۳۱    | ۱۹ مهر ۱۳۳۱   | —         | مصدق ۲    | محمد مصدق     |
|        |           | حسین فاطمی          | ۱۹ مهر ۱۳۳۱      | ۲۸ مرداد ۱۳۳۲ | جبهه ملی  | مصدق ۲    | محمد مصدق     |
|        |           | ابوالحسن عمیدی نوری | شهریور/مهر ۱۳۳۲  | زمستان ۱۳۳۲   | —         | زاهدی ۱   | فضل‌الله زاهدی |
|        |           | عباس فرزانگان       | زمستان ۱۳۳۲      | ۱۳۳۳          | نظامی     | زاهدی ۱   | فضل‌الله زاهدی |
|        |           | پرویز عدل           | ۱۳۳۳             | ؟             | —         | زاهدی ۲   | فضل‌الله زاهدی |
| علاء ۲ | حسین علاء | پرویز عدل           | ۱۳۳۳             | ؟             | —         |           |               |
| ؟      |           |                     |                  |               |           |           |               |
|        |           | احمد نامدار         | ۲۸ اردیبهشت ۱۳۴۰ | ۱۳۴۰          | —         | امینی     | علی امینی     |
|        |           | حسن ارسنجانی        | ۱۳۴۰             | ۱۳۴۱          | —         | امینی     | علی امینی     |
| ؟      |           |                     |                  |               |           |           |               |
|        |           | داریوش همایون       | ۲۰ مرداد ۱۳۵۶    | شهریور ۱۳۵۷   | رستاخیز   | آموزگار   | جمشید آموزگار |

### جمهوری اسلامی
| ر                                                  | نام                 | نام                           | آغاز تصدی     | پایان تصدی    | حزب سیاسی      | هیئت دولت     | رئیس‌جمهور           | نخست‌وزیر      |
| -------------------------------------------------- | ------------------- | ----------------------------- | ------------- | ------------- | -------------- | ------------- | ------------------- | ------------- |
| ۱                                                  |                     | عباس امیرانتظام (۱۳۹۷–۱۳۱۱)   | ۲۴ بهمن ۱۳۵۷  | ۱۰ تیر ۱۳۵۸   | نهضت آزادی     | دولت موقت     | —                   | مهدی بازرگان  |
| ۲                                                  |                     | سید صادق طباطبایی (۱۳۹۳–۱۳۲۲) | ۱۰ تیر ۱۳۵۸   | ۱۴ آبان ۱۳۵۸  | نهضت آزادی     | دولت موقت     | —                   | مهدی بازرگان  |
| ۳                                                  |                     | حسن حبیبی (۱۳۹۱–۱۳۱۵)         | ۱۶ آبان ۱۳۵۸  | تیر ۱۳۵۹      | نهضت آزادی     | شورایانقلاب   | —                   | بدون متصدی    |
| ۳                                                  | سید ابوالحسن بنی‌صدر | حسن حبیبی (۱۳۹۱–۱۳۱۵)         | ۱۶ آبان ۱۳۵۸  | تیر ۱۳۵۹      | نهضت آزادی     | شورایانقلاب   |                     | بدون متصدی    |
| ۴                                                  |                     | بهزاد نبوی (۱۳۲۱-)            | ۲۶ آذر ۱۳۵۹   | آذر ۱۳۶۰      | مجاهدین انقلاب | دولت نخست     | محمدعلی رجایی       |               |
| ۴                                                  | دولت دوم            | بهزاد نبوی (۱۳۲۱-)            | ۲۶ آذر ۱۳۵۹   | آذر ۱۳۶۰      | مجاهدین انقلاب | محمدعلی رجایی | محمدجواد باهنر      |               |
| ۴                                                  | دولت موقت دوم       | بهزاد نبوی (۱۳۲۱-)            | ۲۶ آذر ۱۳۵۹   | آذر ۱۳۶۰      | مجاهدین انقلاب | بدون متصدی    | محمدرضا مهدوی کنی   |               |
| ۵                                                  |                     | احمد توکلی (۱۴۰۴–۱۳۳۰)        | ۲۵ آذر ۱۳۶۰   | ۱۱ مرداد ۱۳۶۲ | جمهوری اسلامی  | دولت سوم      | سید علی خامنه‌ای     | میرحسین موسوی |
|                                                    | بدون متصدی          |                               |               |               |                | دولت سوم      | سید علی خامنه‌ای     | میرحسین موسوی |
| دولت چهارم                                         |                     |                               |               |               |                |               | سید علی خامنه‌ای     | میرحسین موسوی |
|                                                    |                     |                               |               |               |                |               |                     |               |
|                                                    | بدون متصدی          | بدون متصدی                    | بدون متصدی    | بدون متصدی    | بدون متصدی     | دولت پنجم     | اکبر هاشمی رفسنجانی |               |
| دولت ششم                                           | بدون متصدی          | بدون متصدی                    | بدون متصدی    | بدون متصدی    | بدون متصدی     |               | اکبر هاشمی رفسنجانی |               |
| ۶                                                  |                     | سید عطاءالله مهاجرانی (۱۳۳۳-) | ۱۶ آذر ۱۳۷۶   | ۲۴ آذر ۱۳۷۹   | کارگزاران      | دولتهفتم      | سید محمد خاتمی      |               |
|                                                    | بدون متصدی          |                               |               |               |                | دولتهفتم      | سید محمد خاتمی      |               |
| ۷                                                  |                     | عبدالله رمضان‌زاده (۱۳۴۰-)     | ۲۸ آذر ۱۳۸۰   | ۱۲ مرداد ۱۳۸۴ | جبهه مشارکت    | دولت هشتم     | سید محمد خاتمی      |               |
| ۸                                                  |                     | غلامحسین الهام (۱۳۳۸-)        | ۱۶ مرداد ۱۳۸۴ | ۳ شهریور ۱۳۸۸ | —              | دولت نهم      | محمود احمدی‌نژاد     |               |
| ۹                                                  |                     | سید شمس‌الدین حسینی۱           | ۲۰ دی ۱۳۸۸    | ۱۲ مرداد ۱۳۹۲ | —              | دولت دهم      | محمود احمدی‌نژاد     |               |
| ۱۰                                                 |                     | محمدرضا رحیمی۲ (۱۳۳۳-)        | ۲۰ دی ۱۳۸۸    | ۱۰ آبان ۱۳۹۱  | —              | دولت دهم      | محمود احمدی‌نژاد     |               |
| (۸)                                                |                     | غلامحسین الهام (۱۳۳۸–)        | ۲۱ آذر ۱۳۹۱   | ۱۲ مرداد ۱۳۹۲ | جبهه پایداری   | دولت دهم      | محمود احمدی‌نژاد     |               |
| ۱۱                                                 |                     | محمدباقر نوبخت (۱۳۲۹–)        | ۶ شهریور ۱۳۹۲ | ۹ مرداد ۱۳۹۷  | اعتدالو توسعه  | دولت یازدهم   | حسن روحانی          |               |
| ۱۱                                                 | دولتدوازدهم         | محمدباقر نوبخت (۱۳۲۹–)        | ۶ شهریور ۱۳۹۲ | ۹ مرداد ۱۳۹۷  | اعتدالو توسعه  |               | حسن روحانی          |               |
|                                                    | بدون متصدی          |                               |               |               |                |               | حسن روحانی          |               |
| ۱۲                                                 |                     | علی ربیعی (۱۳۳۴-)             | ۹ خرداد ۱۳۹۸  | ۱۲ مرداد ۱۴۰۰ | اسلامی کار     |               | حسن روحانی          |               |
| ۱۳                                                 |                     | سید احسان خاندوزی (۱۳۵۹-)۱    | ۴ آبان ۱۴۰۰   | ۷ مرداد ۱۴۰۳  | —              | دولت سیزدهم   | سید ابراهیم رئیسی   |               |
| ۱۴                                                 |                     | علی بهادری جهرمی (۱۳۶۴-)      | ۲۳ آبان ۱۴۰۰  | ۷ مرداد ۱۴۰۳  | —              | دولت سیزدهم   | سید ابراهیم رئیسی   |               |
| ۱۵                                                 |                     | فاطمه مهاجرانی (۱۳۴۹-)        | ۷ شهریور ۱۴۰۳ | در حال تصدی   | مستقل          | دولت چهاردهم  | مسعود پزشکیان       |               |
| ۱. به عنوان سخنگوی اقتصادی۲. به عنوان سخنگوی سیاسی |                     |                               |               |               |                |               |                     |               |